# 比達尼 (阿赫特爾卡區)
50°15′55″N 34°39′51″E / 50.26528°N 34.66417°E
比達尼（烏克蘭語：Бідани）是位於烏克蘭東北部的村莊，由蘇梅州奥赫蒂尔卡区的赫倫市鎮負責管轄。該村處於格倫河左岸，距離普拉斯秋基、伊瓦希和雷巴利斯凱1公里，海拔高度197米，2001年人口59。